# República da Armênia Montanhosa

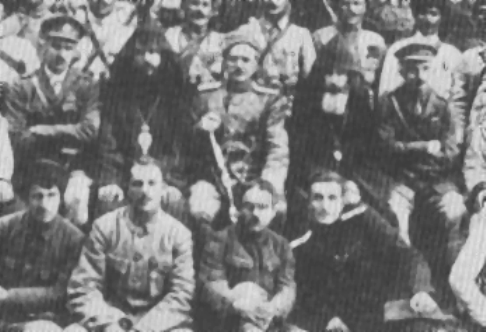
O general Andranik e seus oficiais, durante a conquista do Carabaque

A República da Armênia Montanhosa (português brasileiro) ou Arménia Montanhosa (português europeu) (em armênio: Լեռնահայաստան), também chamada de República de Siunique (Սյունիքի Հանրապետություն) ou República de Carabaque-Zanlezur foi um estado de vida curta, não reconhecido, no Sul do Cáucaso, aproximadamente correspondente aos territórios da atual província armênia de Siunique e da república autoproclamada de Artsaque.
O Tratado de Batum foi assinado entre a República Democrática da Armênia e o Império Otomano, depois das derrotas armênias nas últimas batalhas da Campanha do Cáucaso. Os otomanos haviam ganho, anteriormente, uma parte considerável do Sul do Cáucaso com o Tratado de Brest-Litovski, assinado com a República Socialista Federativa Soviética da Rússia. Em 1918 a Armênia, seguindo estes acordos, foi reduzida a um pequeno enclave centrado nas margens ocidentais do lago Sevã e nas cidades de Erevã e Valarsapate. Andranik Ozanian, general armênio, rejeitou estas novas fronteiras e proclamou o novo estado, onde suas atividades se concentrariam nas ligações entre o Império Otomano e a República Democrática do Azerbaijão, em Carabaque, Zanlezur e Naquichevão.
Em janeiro de 1919, com o avanço das tropas armênias, as forças britânicas de Lionel Dunsterville ordenaram a Andranik que voltasse a Zanlezur, dando-lhe seguranças de que o conflito poderia ser solucionado através da Conferência de Paz a ser realizada em Paris naquele mesmo ano, que acabou por declarar a República Democrática da Armênia um estado internacionalmente reconhecido.